# Бодик, Лазарь Зусьевич
Лазарь Зусьевич Бодик (5 апреля 1903, Лубны Полтавской губернии — 1 апреля 1976, Киев) — украинский советский кинорежиссёр.

## Биография
Закончил Киевский институт народного хозяйства и Киевский политехнический институт. В 1924 году стал ассистентом (впоследствии старшим ассистентом) режиссёра Александра Довженко на Одесской кинофабрике и ВУФКУ в Киеве (до 1940 года). Работал режиссёром на ВУФКУ в Киеве, с 1946 года — режиссёр Центральной студии кинохроники (Киевская студия научно-популярных фильмов). Был постоянным ассистентом А. П. Довженко практически на всех его картинах, включая трилогию «Звенигора», «Арсенал», «Земля». Автор книги воспоминаний о работе с А. П. Довженко «Джерела великого кино. Спогади про О. П. Довженка» (Киев, 1965).

## Фильмография
- 1926 — «ПКП» (Polskie Koleje Państwowe, двухсерийный; ассистент режиссёра)[1]
- 1928 — «Звенигора» (ассистент режиссёра)
- 1928 — «Арсенал» (ассистент режиссёра)
- 1930 — «Земля» (ассистент режиссёра)
- 1931 — «Смена растёт» (режиссёр и, совместно с М. Бажаном, автор сценария)
- 1932 — «Год рождения 1917-й»[2][3][4] (режиссёр)
- 1932 — «Пионерия» (режиссёр)
- 1932 — «Иван» (ассистент режиссёра)
- 1933 — «Путь свободен» (режиссёр, с Исааком Животовским)
- 1937 — «Настоящий товарищ» (режиссёр)[5]
- 1939 — «Щорс» (ассистент режиссёра)[6]
- 1939 — «Буковина, земля Украинская» (режиссёр)
- 1940 — «Освобождение» (ассистент режиссёра)[7]
- 1943 — «Битва за нашу Советскую Украину» (режиссёр, с Юлией Солнцевой)